# Зверев, Василий Валерьевич
Василий Валерьевич Зверев — украинский актёр театра и кино, телеведущий, поэт, композитор, музыкант, автор и исполнитель песен.

## Биография
Родился 17 марта 1973 года в посёлке Безенчук Куйбышевской области.
Окончил филологический факультет Винницкого государственного педагогического института, специальность «Учитель русского языка и зарубежной литературы».
С 2004 года работает ведущим на телеканалах «НТН», «Сити», «Киев».
Автор музыки к короткометражному фильму «IAV incorporation» (Украина, 2010).
В 2016-2018 годах служил в Киевском театре «Браво».
С 2018 года - актёр-вокалист Киевского академического музыкально-драматического цыганского театра «Романс».

## Фильмография
- 2005 «Близкие люди» (Россия, Украина), начальник автосервиса;
- 2005 «Возвращение Мухтара-2», Паша - хакер (11 серия «Полтергейст»);
- 2006 «Возвращение Мухтара-3», киллер (2 серия «Поворот»);
- 2007 «Возвращение Мухтара-4», Сергей Коваленко - наркоторговец (37 серия «Свободный полк»);
- 2010 «Возвращение Мухтара-6», Платов - директор компании (79 серия «Трамвай #23»);
- 2012 «Брат за брата-2» (Россия, Украина), Сергей Кожин - криминальный авторитет;
- 2014 «Личное дело» (Украина), Громов - алкоголик;
- 2015-2016 «Отдел 44» (укр. Відділ 44) (Украина), врач;
- 2015-2020 «Бюро» (англ. Bureau, The) (фр. Bureau des Légendes, Le) (Франция), охранник главуправления ФСБ России
- 2017-2018 «Когда мы дома. Новая история» (укр. Коли ми вдома. Нова історія) (Украина), прокурор;
- 2018 «Выходите без звонка» (укр. Виходьте без дзвінка) (Украина), Аркадий;
- 2018 «Дежурный врач» (укр. Черговий лікар) (Украина), Олег - детский писатель;
- 2018 «Последний бой» (укр. Останній бій) (Украина]),главарь банды;
- 2018 «Тайные двери» (укр. Таємні двері) (Украина), Селин;
- 2018-2020 «Дефективы» (Украина), руководитель социальной сети;
- 2018-2021 «Опер по вызову» (укр. Опер за викликом) (Украина), Никифоров - наемный убийца;
- 2019-2021 «Скорая» (укр. Швидка) (Украина), Алексей Викторович - бизнесмен;
- 2019 «Другая жизнь Анны» (Украина), эпизод;
- 2019 «Отмороженный» (Украина), заведующий психлечебницей;
- 2020 «Авантюра» (Украина), эпизод;
- 2020 «Агенты справедливости» (укр. Агенти справедливості) (Украина), Виталий Горовой - адвокат;
- 2020 «Вызов» (укр. Виклик) (Украина), Артур Комарницкий - городской застройщик;
- 2020 «Звонарь-2» (Украина), Мятый;
- 2020 «Карпатский рейнджер» (Украина), таксист;
- 2020 «Коп из прошлого» (Украина), Олег Жигун - владелец сети отелей;
- 2020 «Магазинчик» (Украина) короткометражный);
- 2020 «Ментовские войны. Харьков-2» (Украина), Ярослав Колков - начальник службы безопасности;
- 2020 «Мой мужчина, моя женщина» (укр. Мій чоловік, моя жінка) (Украина), Лео - бизнесмен;
- 2020 «На твоей стороне-2» (Украина), дальнобойщик;
- 2020 «Не говори мне о любви» (укр. Не кажи мені про кохання) (Украина), Евгений - скупщик недвижимости;
- 2020 «Непрекрасная леди» (укр. Непрекрасна леді), чиновник;
- 2020 «Отречение» (укр. Зречення) (Украина), Леонид Берёза - директор строительной компании;
- 2020 «Пёс-6» (Украина), Василий Игнатов - рантье;
- 2020 «Разменная монета» (укр. Розмінна монета) (Украина), таксист;
- 2020 «Реабилитация», Никита - тренер по гимнастике;
- 2020 «Сердце Риты», хозяин коттеджа;
- 2020 «Слабое звено» (укр. Слабка ланка) (Украина), Игорь Шацкий, ученый;
- 2020-2021 «Филин» (укр. Філін) (Украина), Дорошко;
- 2020-2022 «След» (укр. Слід) (Украина), Анатолий Смирнов - актёр театра;
- 2021 «100 тысяч минут вместе» (укр. 100 тисяч хвилин разом) (Украина), Майор Фролов - заместитель начальника уголовного розыска;
- 2021 «Без тебя» (укр. Без тебе) (Украина), Эдуард Иванович - акушер-гинеколог;
- 2021 «Большая Надежда» (Украина), сосед;
- 2021 «Выходите без звонка-4» (укр. Виходьте без дзвінка-4) (Украина), Илья Косюк - зооактивист;
- 2021 «Гром среди ясного неба» (Украина), частный детектив;
- 2021 «Клятва врача» (укр. Клятва лікаря) (Украина), прораб;
- 2021 «Материнское сердце» (Украина), эпизод;
- 2021 «Место под солнцем» (укр. Місце під сонцем) (Украина), кредитор;
- 2021 «Нарисуй мне маму» (укр. Намалюй мені маму) (Украина), врач;
- 2021 «Папик-2» (укр. Папік-2) (Украина), зэк;
- 2021 «Провинциал» (Украина), Леонид Абашев;
- 2021 «Реальная мистика» (укр. Реальна містика) (Украина), учёный-вирусолог;
- 2021 «Спасти Веру» (укр. Врятувати Віру) (Украина), врач;
- 2021 «Тайная любовь. Возвращение» (укр. Таємне кохання. Повернення) (Украина), начальник конвоя;
- 2021 «Топтун» (Украина), Артём Ковалёв;
- 2021 «Участковый с ДВРЗ-3» (Украина), подполковник СБУ;
- 2021 «Хрустальные вершины» (укр. Кришталеві вершины) (Украина);
- 2021 «Швабра-2» (Украина), Александр Кудрин - травматолог.

## Театральные работы

### Киевский цыганский театр «Романс»
- Фердик, укротитель медведей – «Вожак», Э.Эгадзе (2018, реж. И.Крикунов).

### Киевский драматический театр «Браво»
- Джон Бернстейбл, театральный драматург – «Трио любви, или травма узнавания», М.Митуа, Р.Андерсон (2018, реж. В.Борисюк);
- Анатоль Пишон, судья – «Ангелы не спят», В.Бернар (2018, реж. Ю.Потапенко);
- Клеон, греческий поэт – «Во имя истинной любви», С.Затуловский (2017, реж. Л.Титаренко);
- Человек театра; доктор Эпельбойм; полицейский Джо Янки – «Дорогая Памела или как пришить старушку», Дж.Патрик (2017, реж. В.Завальнюк);
- Отец Жозеф, священник – «Я – мужчина предусмотрительный», А.Рейно-Фуртон (2017, реж. Л.Титаренко).

### Антреприза
- Рассказчик – зимнее шоу «WINTERRA. Легенда сказочного края», А.Братковский (2018-2020, реж. А.Братковский, К.Томильченко);
- Корней Чуб, казак – «Черевички», Н.Гоголь (2018, реж. Ю.Потапенко).

## Награды
Лауреат всеукраинского музыкального фестиваля «Червона рута».
Обладатель приза зрительских симпатий первого украинского талант-шоу «Шанс».